# Primož Dolenc
 (juillet 2025).
Si vous disposez d'ouvrages ou d'articles de référence ou si vous connaissez des sites web de qualité traitant du thème abordé ici, merci de compléter l'article en donnant les références utiles à sa vérifiabilité et en les liant à la section « Notes et références ».
Primož Dolenc, né en 1976 en Slovénie, est un économiste slovène qui, depuis le 15 novembre 2022, est gouverneur par intérim de la Banque de Slovénie.